# زواج المثليين في أكروتيري ودكليا

القوانين المتعلقة بالاعتراف القانوني
بالعلاقات المثلية في جزيرة قبرص
زواج المثليين
شكل آخر من أشكال الاعتراف القانوني بالعلاقات المثلية
لااعتراف
المنطقة العازلة

أصبح زواج المثليين قانونيا في إقليم ما وراء البحار البريطانية أكروتيري ودكليا منذ 3 يونيو 2014. صدرت أمر بتقنينه وافقت عليه الملكة جلالة معظم ممتاز في المجلس في 28 نيسان 2014، ودخل حيز التنفيذ في 3 حزيران. ومع ذلك، لكي يتمكن الأزواج المثليون من الزواج في الإقليم، يجب على شريك واحد على الأقل أن يخدم في القوات المسلحة البريطانية ويجب أن تتم الموافقة على طلب الزواج من قبل قائد القاعدة. كان أول زوجان من نفس الجنس يتزوجان في الإقليم هما الرقيبان أليستير سميث وآرون ويستون، اللذان تزوجا في القاعدة العسكرية البريطانية في دكليا في 10 سبتمبر 2016.
وأصبحت الشراكات المدنية قانونية للشركاء المثليين، إذا كان شريك واحد على الأقل يخدم في القوات المسلحة البريطانية، منذ 7 ديسمبر/كانون الأول 2005.
لا يستطيع الأزواج المثليون المدنيون الذين يعيشون في الإقليم الزواج، لأنهم يخضعون لقوانين قبرص التي لا تعترف بزواج المثليين. في عام 1960، عندما أصبحت جمهورية قبرص مستقلة، أعلنت المملكة المتحدة أن القوانين السارية على السكان المدنيين ستكون نفسها نفس قوانين قبرص قدر الإمكان. في ديسمبر 2015، تم تقنين "المساكنة المدنية" في قبرص للشركاء المثليين والشركاء المغايرين على حد سواء.